# Hangviller
Hangviller és un municipi francès, situat al departament del Mosel·la i a la regió del Gran Est. L'any 2007 tenia 277 habitants.

## Demografia

### Població
El 2007 la població de fet de Hangviller era de 277 persones. Hi havia 96 famílies, de les quals 20 eren unipersonals (16 homes vivint sols i 4 dones vivint soles), 28 parelles sense fills, 44 parelles amb fills i 4 famílies monoparentals amb fills.
La població ha evolucionat segons el següent gràfic:
Habitants censats

### Habitatges
El 2007 hi havia 115 habitatges, 103 eren l'habitatge principal de la família, 4 eren segones residències i 8 estaven desocupats. 98 eren cases i 17 eren apartaments. Dels 103 habitatges principals, 80 estaven ocupats pels seus propietaris, 17 estaven llogats i ocupats pels llogaters i 5 estaven cedits a títol gratuït; 4 tenien dues cambres, 11 en tenien tres, 12 en tenien quatre i 75 en tenien cinc o més. 87 habitatges disposaven pel capbaix d'una plaça de pàrquing. A 40 habitatges hi havia un automòbil i a 47 n'hi havia dos o més.

### Piràmide de població
La piràmide de població per edats i sexe el 2009 era:
| Homes | Edats   | Dones |
| ----- | ------- | ----- |
| 0     | 95 o +  | 0     |
| 0     | 90 a 94 | 0     |
| 4     | 85 a 89 | 0     |
| 0     | 80 a 84 | 4     |
| 4     | 75 a 79 | 4     |
| 4     | 70 a 74 | 0     |
| 20    | 65 a 69 | 16    |
| 4     | 60 a 64 | 8     |
| 0     | 55 a 59 | 8     |
| 12    | 50 a 54 | 4     |
| 8     | 45 a 49 | 8     |
| 16    | 40 a 44 | 12    |
| 8     | 35 a 39 | 4     |
| 12    | 30 a 34 | 8     |
| 16    | 25 a 29 | 8     |
| 8     | 20 a 24 | 4     |
| 8     | 15 a 19 | 16    |
| 12    | 10 a 14 | 4     |
| 12    | 5 a 9   | 8     |
| 16    | 0 a 4   | 4     |

## Economia
El 2007 la població en edat de treballar era de 164 persones, 131 eren actives i 33 eren inactives. De les 131 persones actives 112 estaven ocupades (70 homes i 42 dones) i 19 estaven aturades (7 homes i 12 dones). De les 33 persones inactives 9 estaven jubilades, 6 estaven estudiant i 18 estaven classificades com a «altres inactius».

### Ingressos
El 2009 a Hangviller hi havia 104 unitats fiscals que integraven 273 persones, la mediana anual d'ingressos fiscals per persona era de 17.037 €.

### Activitats econòmiques
Dels 11 establiments que hi havia el 2007, 1 era d'una empresa alimentària, 1 d'una empresa de fabricació d'altres productes industrials, 2 d'empreses de construcció, 3 d'empreses de comerç i reparació d'automòbils, 2 d'empreses d'hostatgeria i restauració, 1 d'una empresa financera i 1 d'una empresa immobiliària.
Dels 5 establiments de servei als particulars que hi havia el 2009, 1 era una oficina bancària, 1 taller de reparació d'automòbils i de material agrícola, 1 guixaire pintor, 1 fusteria i 1 restaurant.
L'únic establiment comercial que hi havia el 2009 era una botiga d'equipament de la llar.
L'any 2000 a Hangviller hi havia 5 explotacions agrícoles.

## Equipaments sanitaris i escolars
El 2009 hi havia una escola elemental integrada dins d'un grup escolar amb les comunes properes formant una escola dispersa.

## Poblacions més properes
El següent diagrama mostra les poblacions més properes.